# Terra nullius

Terra nullius est une locution latine signifiant « territoire de personne », ou « terre inhabitée », apparue dans une bulle papale en 1095,,, et qui a justifié la prise de possession de territoires par des Européens. La « doctrine de la découverte » autorisait une nation chrétienne prenant pied sur une terre inhabitée qui n’avait pas été découverte par une autre nation chrétienne auparavant à se l'approprier. Toutefois, avant le XVIe siècle, dans l'empire espagnol, les terres possédées par des peuples non chrétiens sont considérées également comme des terrae nullius. Par la suite, les Européens justifient la prise de possession de terres habitées par des peuples autochtones par le droit de conquête.
Au Canada, depuis 2021, la loi concernant la Déclaration des Nations unies sur les droits des peuples autochtones qualifie les doctrines de la découverte et de la terra nullius de « racistes, scientifiquement fausses, juridiquement sans valeur, moralement condamnables et socialement injustes ».
Dans les traditions juridiques romanistes et de common law et les empires coloniaux associés, puis dans le droit international, c'est un espace qui ne relève pas d'un État, qu’il soit habité ou non[Quand ?]. Selon ce principe très contesté par les peuples autochtones, les terres sans État sont censées n’appartenir à personne et être disponibles pour l’appropriation. Sa définition a évolué avec le temps.
Attribuer le statut de « terra nullius » à un territoire peut servir à légitimer juridiquement l'acquisition de la souveraineté sur ce territoire par un État : au XXIe siècle, la Cour internationale de justice a compétence pour valider cette procédure.[réf. nécessaire]

## Définition juridique desTerrae nullius

### Origine historique
Littéralement, « terra nullius » (au pluriel terrae nullius) est une locution latine qui signifie « terre n'appartenant à personne ».
Aux XIVe et XVe siècles, les pays de l'Occident chrétien reconnaissaient au pape une autorité suffisante pour trancher de la souveraineté d'un territoire reconnu comme terra nullius. C'est dans ce sens que l'on peut comprendre la bulle Inter caetera du pape Alexandre VI organisant la division des terres du Nouveau Monde entre les royaumes d'Espagne et du Portugal.
Du XVIIIe au XXe siècle, la monarchie des Habsbourg invoque le statut de terra nullius pour annexer des territoires balkaniques peuplés de chrétiens non catholiques (dits « schismatiques ») tributaires de l'empire ottoman musulman (en 1718 le Banat, l'Olténie valaque et la Serbie au traité de Passarowitz, en 1775 la Bucovine moldave, en 1908 la Bosnie-Herzégovine nominalement ottomane mais administrée par l'Autriche-Hongrie depuis 1878).

### Terra nulliuset colonisation
Plus tard, à l'époque de l'expansion coloniale de l'Europe occidentale, le terme a eu une portée plus générale : même lorsque sur les territoires qualifiés de « découverts » vivaient des autochtones (par exemple en Amérique du Nord) et se trouvaient des États constitués par ces peuples (par exemple les États aztèque, inca, ashantais, congolais, loundais, loubanais, annamite,…) le statut de Terra nullius fut décrété pour faire « droit » aux pays les mieux armés et prétendant être « plus civilisés », à saisir, coloniser et exploiter des territoires et des ressources.
Au fil du temps, il est interprété de manière plus restrictive pour désigner des territoires ne disposant pas d'une organisation politique avec laquelle on puisse signer un traité en droit international, ou des territoires considérés comme « non exploités » par leurs occupants chasseurs-cueilleurs, que des cultivateurs se voyaient en droit de s'approprier pour les mettre en valeur. Ainsi pendant le XVIIIe siècle, le principe a été utilisé pour donner une apparence légale à la colonisation de terres occupées par des peuples n'ayant pas d'organisation étatique ou de système de propriété organisé. Le philosophe suisse et théoricien du droit international Emer de Vattel, construisant entre autres sa philosophie sur celle de Christian Wolff, lui-même disciple de Gottfried Wilhelm Leibniz, a proposé que soit considérée terra nullius toute terre non cultivée de manière permanente et sédentaire par les habitants indigènes. Cette terre était alors considérée comme « non utilisée à bon escient ». Les colons faisant l'effort de l'exploiter de manière permanente et sédentaire auraient donc conséquemment le droit de propriété sur elle.
Le principe de terra nullius a permis la colonisation de nombreuses régions du monde, comme le partage de l'Afrique par les puissances européennes à la conférence de Berlin en 1885.
Le principe de terra nullius fut invoqué par les Britanniques pendant la colonisation du continent australien afin de conquérir le territoire jusqu'ici habité par des peuples aborigènes car ces derniers étaient des chasseurs-cueilleurs nomades ne pratiquant qu'une agriculture occasionnelle,,,,. En 1992, la Haute Cour d'Australie invalida rétroactivement ce statut juridique, et proclama officiellement que l'Australie n'avait jamais été terra nullius (Eddie Mabo & Others v. Queensland, 1992).
Cette interprétation extensive sera contredite en Europe centrale et à l'encontre des Habsbourg et de leur empire par le dixième des « 14 points » du président américain Woodrow Wilson qui consacra en droit international le « droit des peuples à disposer d'eux-mêmes » appliqué au bénéfice des vainqueurs de la Première Guerre mondiale aux traités de Saint-Germain de 1919 et de de Trianon en 1920. En application de cette jurisprudence, il ne peut plus exister de terra nullius à partir du moment où il existe une population autochtone.
En revanche, il peut continuer à être appliqué sur des terres sans peuplement humain permanent. Ainsi, arguant du principe de la terra nullius, le gouvernement soviétique décréta que les îles norvégienne de Victoria dans l'Océan arctique et roumaine des Serpents en mer Noire, l'une et l'autre sans peuplement permanent, seraient désormais soviétiques, et reçurent chacune une garnison de la marine soviétique, la première le 29 juillet 1929, la seconde le 4 février 1948 ; ni la Norvège ni la Roumanie n'acceptèrent le fait accompli sur le moment mais finirent par renoncer à leurs revendications pour ne pas envenimer la situation, la première en septembre 1932, la seconde seulement en 1997 au bénéfice de l'Ukraine, État héritier de l'URSS. Au XXIe siècle, le principe de la terra nullius est toujours invoqué par la Chine, Taïwan, le Vietnam, la Malaisie, Brunei, l'Indonésie et les Philippines pour étayer leurs revendications de souveraineté en mer de Chine méridionale.

### Approche moderne
(décembre 2023).
- Si vous ne connaissez pas le sujet, laissez ce bandeau (vous pouvez alors contacter les auteurs).
- Si vous supprimez le contenu mis en cause (vous pouvez préalablement contacter les auteurs),

argumentez précisément cette suppression dans la page de discussion
(un manque de référence n'est pas un argument ; une recherche réelle de référence doit avoir été effectuée, être formellement documentée).
Cette notion est à présent utilisée en droit international pour décrire une zone qui n'a jamais été soumise à la souveraineté d'un État, ou sur laquelle l’État auparavant souverain a renoncé expressément ou implicitement à sa souveraineté. Elle se distingue donc d'un res nullius (objet sans propriétaire), en ce que le « maître des lieux » ne fait pas référence à un « propriétaire », mais à l'entité souveraine qui y fait régner sa loi.
Historiquement, le scénario de prise de possession d'une terra nullius a consisté dans l'action d'un ou plusieurs citoyens mandatés officiellement par un pays (généralement, un explorateur ou une expédition militaire), qui abordent territoire et y plantent un drapeau ou une borne marquant la souveraineté revendiquée.
Au XXIe siècle, le droit international ayant évolué, l'acquisition de souveraineté sur un tel territoire ne peut être obtenue ni à la suite de la découverte, ni par déclaration. La déclaration ou l'acte symbolique, qui reste nécessaire pour marquer une volonté d'appropriation, n'est plus suffisante en soi. Elle doit être concrétisée par une occupation humaine effective, ou par tout acte de souveraineté exercé sur ce territoire (constructions, fortifications, recherches…).
« Depuis le XIXe siècle, il n'a plus été suffisant de planter un drapeau ou ériger un monument pour revendiquer une souveraineté opposable à des tiers. La découverte et l'accomplissement de quelque acte symbolique n'ouvre droit qu'à une présomption de souveraineté, une option permettant de se protéger de l'intervention d'autres États pour consolider ces premières étapes par une occupation effective en un temps raisonnable. »
La nation qui revendique la souveraineté sur une terra nullius doit démontrer qu'elle la considère véritablement comme une partie de son propre territoire, qu'elle l'administre, qu'elle y exerce effectivement sa souveraineté et y fait régner sa loi par des actes concrets. En outre, une publicité suffisante doit être donnée sur cette revendication pour qu'elle soit acceptée au moins implicitement par les autres pays.
Certaines terrae nullius sont protégées par les conventions internationales, et ne peuvent pas faire l'objet d'appropriation. C'est (pour l'instant) le cas de l'Antarctique et des corps célestes.

## Terra nulliuset Sahara occidental
Dans l'avis donné, à la demande de l'Assemblée générale de l'ONU, le 16 octobre 1975, dans l'« affaire du Sahara occidental », la Cour internationale de justice a donné de ce terme une définition restrictive : ne peuvent plus être considérés comme terra nullius les territoires habités par des tribus ou des peuples ayant une organisation sociale et politique.

## Terra nulliuset Irak-Arabie saoudite
Une zone neutre non revendiquée a subsisté entre 1922 et 1991 entre l'Irak et l'Arabie saoudite.

## Terra nulliuset l'«affaire de l'île de Clipperton»
Îlot du Pacifique inhabité et difficile à aborder, l'île de Clipperton fut un temps terra nullius. Mais bien qu'il n'ait jamais connu de population française, la souveraineté française y fut reconnue le 28 janvier 1931 par l'arbitrage de la Cour internationale et du roi Victor-Emmanuel III d'Italie.
La Cour rappela le principe qu'« il est hors de doute que par un usage immémorial ayant force de loi, juridique outre l’animus occupandi, la prise de possession matérielle et non fictive est une condition nécessaire de l'occupation », mais se contenta néanmoins d'une proclamation au nom du gouvernement français, accompagné d'un débarquement, de relevés géographiques suivis d'inspections. La Cour déclara en effet que « si un territoire, par le fait qu'il était totalement inhabité, est dès le premier moment où l'État occupant y fait son apparition, à la disposition absolue et incontestée de cet État, la prise de possession doit être considérée à partir de ce moment comme accomplie et l'occupation est achevée par cela même ».

## Terra nulliuset Antarctique
De facto, il s'agit au début du XXIe siècle d'une des dernières terra nullius de la planète, dans la mesure où certaines de ses terres peuvent être considérées comme habitables.
De jure, l'Antarctique est soumis à un statut international qui lui est particulier, avec le Traité sur l'Antarctique du 1er décembre 1959. Il fait que la notion de terra nullius ne s'applique plus vraiment au continent puisque les revendications territoriales de plusieurs États sont officiellement admises, et d'un commun accord non satisfaites.
Il reste une partie de l'Antarctique qui n'est revendiquée par aucun État, la Terre Marie Byrd. Ce territoire se rapproche davantage d'une terra nullius en droit.

## Terra nulliuset rive gauche du Danube
La Croatie conteste à la Serbie plusieurs îles de la rive gauche du Danube en se référant au cours du fleuve au début du XIXe siècle, qui ne forme plus que des bras marécageux à moitié asséchés, mais qui, au sein de l'Empire austro-hongrois, délimitaient encore jusqu'en 1918 les comitats de Baranya et de Bács-Bodrog. Ainsi, la Croatie ne revendique pas certaines petites poches de sa rive droite du Danube, et comme la Serbie ne les revendique pas non plus, ces poches ne sont revendiquées par aucun pays : la Serbie estime qu'elles appartiennent à la Croatie mais cette dernière estime qu'elles appartiennent à la Serbie car elles sont situées sur la rive gauche de l'ancien cours du Danube. La Serbie revendique comme frontière le cours actuel du Danube tandis que la Croatie revendique un tracé fondé sur les anciens méandres du Danube avant que de vastes travaux d'aménagement ne soient effectués, ce qui lui attribuerait de vastes territoires sur près de 80 km de rives. La plus grande poche sur la rive droite du Danube est située à Gornja Siga et fait environ 7 km2. Estimant qu'il s'agit d'une terra nullius, Vít Jedlička y fonda le 13 avril 2015 une micro-nation appelée « Liberland ». La Croatie et la Serbie contestent ce statut de terra nullius estimant, chacune, que la zone appartient à l'autre. Quelques semaines plus tard, le « royaume d'Enclava », une autre micro-nation, a été décrété sur une poche plus petite non revendiquée du Danube entre la Croatie et la Serbie,.

## Terra nulliuset Île Hans
L’Île Hans, inhabitée et située à la frontière entre le Groenland danois et le Canada, était revendiquée par ces deux pays, jusqu’à un accord en 2022, ce n'est donc pas une Terra nullius bien que certaines organisations voudraient qu'elle le devienne afin d'éviter l'exploitation des ressources pétrolières.

## Terra nulliuset Bir Tawil
Le Bir Tawil est une petite région désertique et inhabitée de 2 060 km2 située à la frontière entre Égypte et Soudan. Elle n'est revendiquée par aucun des deux États (ni aucun autre) car le Soudan, réclamant à l'Égypte le triangle de Hala'ib (20 580 km2), considère par là même le Bir Tawil comme égyptien, alors que l'Égypte, administrant le triangle de Hala'ib, considère le Bir Tawil comme soudanais : de ce fait, le Bir Tawil est donc de facto et de jure une terra nullius.
Le 16 juin 2014, Jeremiah Heaton, un citoyen américain, revendique la souveraineté du Bir Tawil, à la suite d'une promesse faite à sa fille Emily de la faire devenir princesse. Il se proclame donc roi du « royaume du Nord-Soudan ». Les États voisins de l'Égypte et du Soudan n'ont pas réagi à cette déclaration (voir Royaume du Soudan du Nord dans Liste de micro-nations).

## Terra nulliuset corps célestes
L'article 2 du Traité de l'espace signé le 27 janvier 1967 interdit toute appropriation nationale par proclamation de souveraineté.
Il est néanmoins envisageable qu'à l'avenir, si le progrès technique permet une appropriation effective des objets célestes, la notion de terra nullius retrouve un usage actuel et permette l'acquisition de la souveraineté sur des corps célestes (Lune ou Mars notamment), voire sur des objets artificiels abandonnés (station spatiale internationale), soit par un État, soit par une entreprise privée. C'est là que prend tout son sens le fait de planter un drapeau national ou un fanion portant un logo d'entreprise dans l'éventualité d'un projet d'implantation d'équipements de colonisation à plus long terme.

#### Micronations
- Principauté de Sealand, Liberland, Soudan du Nord, Principauté d'Ongal, Royaume d'Enclava.

#### Principes juridiques
- Res nullius
- Uti possidetis juris
- Doctrine de la découverte
- Acquisition de souveraineté

#### Peuples autochtones
- Peuple autochtone
- Premières Nations
- Droit des peuples autochtones (Déclaration des droits des peuples autochtones)
- Mabo vs Queensland